# Tullandet, Borgå
Tullandet med Getören är en ö i Finland. Den ligger i Finska viken och i kommunen Borgå i den ekonomiska regionen Borgå i landskapet Nyland, i den södra delen av landet. Ön ligger omkring 54 kilometer öster om Helsingfors.
Öns area är 16,8 hektar och dess största längd är 0,9 kilometer i öst-västlig riktning. Ön höjer sig omkring 20 meter över havsytan.
Getören är sammanbunden med Tullandet genom den vägbank där vägen som förbinder Sundön och Lillpellinge går.